# Voyelle pré-fermée centrale arrondie
La voyelle pré-fermée (ou fermée inférieure, ou haute inférieure) centrale arrondie est une voyelle utilisée dans certaines langues. Son symbole dans l'alphabet phonétique international est [ʊ̈], et son équivalent en symbole X-SAMPA est U\. Le symbole non standard [ᵿ], ou sa variante [ᵾ], est parfois utilisé pour la représenter.

## Caractéristiques
- Son degré d'aperture est haut inférieur, ce qui signifie que la position de la langue est proche de celle d'une voyelle haute, mais légèrement moins resserrée.
- Son point d'articulation est central, ce qui signifie que la langue est placée au milieu de la bouche, à mi-chemin entre une voyelle postérieure et une voyelle antérieure.
- Son caractère de rondeur est arrondi, ce qui signifie que les lèvres sont arrondies.

## Langues
- Anglais de Londres : too [tᵼɷ̈] « aussi », food [fᵼɷ̈d][2].
- Néerlandais de Belgique[1] : hut [ɦʊ̈t] « hutte » (généralement transcrit /ʏ/ ou /œ/ qui correspond au [ɵ] des Pays-Bas).